# Max Keeble alla riscossa
Max Keeble alla riscossa (Max Keeble's Big Move) è un film del 2001 diretto da Tim Hill e interpretato da Alex D. Linz.
Le riprese del film sono iniziate il 26 febbraio 2001.

## Trama
Max Keeble, un ragazzino di dodici anni, è vittima di bullismo: a scuola è tartassato da due prepotenti ragazzi più grandi di lui, ma anche dagli insegnanti e dal preside.
In seguito i suoi genitori, mamma Lily e papà Don, lo informano che la famiglia si trasferirà a Chicago.
A questo punto, prima di traslocare, il ragazzino decide di vendicarsi verso i bulli e a tutti coloro che l'hanno trattato male a scuola.
Successivamente il trasloco viene annullato e Max dovrà vedersela con i suoi compagni di scuola, affrontandoli e sconfiggendoli.

## Località delle riprese
Le riprese furono girate interamente in California:
- Pasadena
- Los Angeles
- Arcadia
- Century City
- Northridge
- Reseda
- Marshall Fundamental Secondary School, Pasadena
- 20th Century Fox, Century City
- Los Angeles Center for Enriched Studies, Los Angeles

## Incassi
Max Keeble alla riscossa fu proiettato per la prima volta il 5 ottobre 2001.
Con un budget di 25 milioni di dollari, il film ottenne 18,6 milioni di dollari.